# Vladimír Chvátil
Vladimír Chvátil (vlaɟɪmiːr xvaːcɪl), conosciuto soprattutto come Vlaada Chvátil (vlaːda xvaːcɪl) (Jihlava, 14 settembre 1971) è un autore di giochi e autore di videogiochi ceco.

## Biografia
Vlaada Chvátil divenne noto nella comunità dei giochi da tavolo dopo la pubblicazione nel 2006 di Through the Ages: La storia delle civiltà. Nel 2016 ha vinto il premio Spiel des Jahres in Germania con Nome in codice.
Dal punto di vista dello sviluppo di videogiochi, il suo lavoro più notevole è stato Original War un videogioco strategico in tempo reale. In seguito ha lavorato al videogioco di ruolo Vision che però non fu mai completato. Nel 2006 la sua attività in questo settore diminuisce a favore di quella dell'ideazione dei giochi da tavolo. Nel 2010, comunque, ha lavorato alla realizzazione del videogioco Family Farm, sviluppato dalla Hammerware.